# Полет 802/6 на „Бритиш Ийгъл Интернешънъл Еърлайнс“
Полет 802/6 на „Бритиш Ийгъл Интернешънъл Еърлайнс“ е редовен международен пътнически полет от летище „Хийтроу Лондон“, Лондон, Англия, Обединеното кралство, до летище „Инсбрук Кранебитен“, Инсбрук, Австрия, управляван от „Бритиш Ийгъл Интернешънъл Еърлайнс“. На 29 февруари 1964 г. самолетът „Бристъл Британия“, който изпълнява полета, се разбива в планината Глунгезер, Австрия, при което загиват всички 75 пътници и 8 члена на екипажа на борда. Това е най-смъртоносната авиационна катастрофа в историята на Австрия.
Лавина премества отломките от катастрофата на около 400 метра надолу по склона на планината. Поради метеорологичните условия и липсата на светлина мястото на инцидента не е намерено от самолет до следващия ден. Изваждането на телата от останките е затруднено от местоположението, което е достъпно само с хеликоптер.
Направено е заключение, че пилотът се спуска под минималната безопасна височина от 3400 м в опит да пробие облак пред себе си. Точно преди катастрофата екипажът лети без визуален контакт със земята в нарушение на австрийските разпоредби относно летището в Инсбрук. Въпреки времето други самолети кацат и излитат от летището и това може да е фактор, поради който пилотът решава да продължи снижаването.